# محمد بن اسماعیل

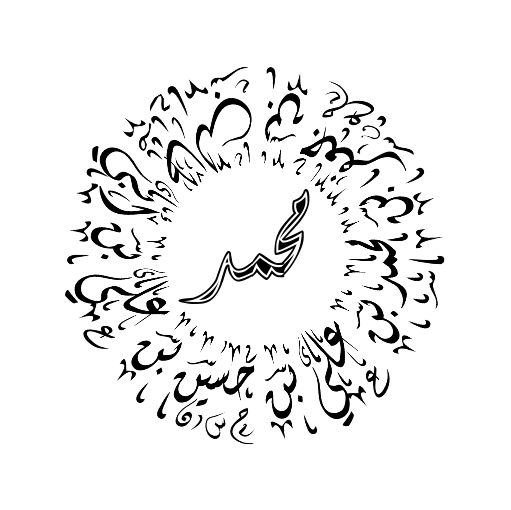
نام خوشنویسی شده محمد

محمد بن اسماعیل (نام کامل: محمد بن اسماعیل بن جعفر الصادق) هشتمین امام در مذهب شیعه اسماعیلی است.
او در سال ۱۲۸ هجری قمری زاده شد. به گفته بعضی علمای شیعه اسماعیلی او مرده است ولی بعضی علمای اسماعیلی معتقدند او به غیبت رفته و باز خواهد گشت.
دوران کودکی او در دوران زندگی جعفر صادق بود. او مدت بسیاری را در خفا در مدینه زندگی کرد؛ چنان که تنها گروهی از داعیان او را می‌شناختند.
بنا به روایات اسماعیلی، خلیفه عباسی هارون الرشید در جستجوی او در مدینه بود؛ اما زبیده همسر هارون از پیروان امام بود و او را آگاه می‌ساخت.(در روایات اسماعیلی‌ها زبیده به آسیه زن فرعون تشبیه شده‌است). سرانجام محمد بن اسماعیل مدینه را ترک کرده و به همراهی برادرش علی بن اسماعیل به کوفه رفت.
اسماعیلیان اعتقاد دارند که امامت پس از او به وفی احمد انتقال یافته‌است. پس از او سه امام بعدی اسماعیلیه به دلیل تهدید از جانب خلافت عباسی در خفا می‌زیستند. اسماعیلی‌ها این سه امام را ائمه مستورین می‌نامند.

## کتابشناسی/ یادکردها
- ویلیام بوردهی (۱۳۶۴)، تحقیقی در آیین اسماعیلیه، ترجمهٔ زهرا سعیدی، مشهد: تابناک
- محمد بن زین العابدین (۱۳۶۲)، تاریخ جماعت اسمعیلیه:هدایت المومنین الطالبین، ترجمهٔ هما خاقان زاده، به کوشش الکساندر سیمونوف.، تهران: اساطیر